# 道徳基盤理論
道徳基盤理論（どうとくきばんりろん、英: Moral foundations theory）とは、生得的でモジュール的な基盤に基づいて、人間の道徳的推論の起源と変異を説明することを意図した社会心理学理論である。この理論は、文化人類学者のリチャード・シュウェーダーの研究に基づき、心理学者のジョナサン・ハイト、クレイグ・ジョセフ、ジェシー・グラハムによって最初に提唱された。最近では、モハマド・アタリ、ジェシー・グラハム、ジョナサン・ハイトが理論の一部を改訂し、新しい測定ツールを開発した。この理論は多様な共同研究者グループによって発展し、ハイトの著書『社会はなぜ左と右にわかれるのか』で広く知られるようになった。この理論は、道徳性が「一つ以上のもの」であると提案し、最初に5つの基盤を主張し、後に6つの基盤（自由/抑圧を追加）に拡大した：
- ケア/危害
- 公平/欺瞞
- 忠誠/背信
- 権威/転覆
- 神聖/堕落
- 自由/抑圧[8][7]

その著者たちは、基盤の追加、削除、修正に対して開かれた姿勢を維持している。
道徳基盤理論の初期の発展は文化的差異に焦点を当てていたが、その後の理論研究は主に政治的イデオロギーに焦点を当てている。様々な学者たちは、進歩主義者（アメリカ的意味でのリベラル)、保守主義者、右派リバタリアン（アメリカ的意味でのリバタリアン)の違いを説明するものとして道徳基盤理論を提示し、同性結婚、妊娠中絶、さらには予防接種などの政治的に議論の多い問題に関する意見の違いを説明できると示唆している。

## 起源
道徳基盤理論は2004年にハイトとジョセフによって最初に提唱された。この理論は、ローレンス・コールバーグとジャン・ピアジェに関連する発達的合理主義の道徳理論への反応として登場した。ピアジェの研究に基づき、コールバーグは子どもの道徳的推論が時間とともに変化すると主張し、道徳発達の6段階を通じてその説明を提案した。コールバーグの研究は、主に認知的活動として見られる道徳的推論における重要な概念として正義を強調し、道徳心理学における支配的なアプローチとなり、その後の研究に大きな影響を与えた。ハイトは、大学院で最初にコールバーグの理論に出会った時から、それらが「あまりに大脳的」で感情への焦点が欠けていたため、不満足なものだと感じていたと述べている。
当時の心理学における支配的な道徳理論とは対照的に、人類学者のリチャード・シュウェーダーは道徳的判断の文化的可変性を強調する一連の理論を発展させたが、異なる文化形態の道徳性は「自律性、共同体、神性の倫理」と呼ばれる「異なるが一貫した3つの道徳的関心のクラスター」に基づいていると主張した。シュウェーダーのアプローチは、ハイトにブラジルとフィラデルフィアでのフィールドワークを含む文化間の道徳的差異の研究を始めるよう促した。この研究は、ハイトが社会的直観主義的アプローチを道徳性に対して発展させ始めるきっかけとなった。コールバーグの合理主義的研究とは鋭い対照をなすこのアプローチは、「道徳的判断は主に素早い道徳的直観によって引き起こされる」一方で、道徳的推論は単にすでに形成された判断の事後的な合理化として機能すると示唆した。ハイトの研究と素早い、直観的、感情的な判断への焦点は、すぐに非常に影響力を持ち、多くの研究者から持続的な注目を集めた。
ハイトとその共同研究者たちが社会的直観主義アプローチの中で研究を進めるにつれ、道徳的判断の基礎にあると考えられる直観の源泉に注目し始めた。2004年に『Daedalus』誌に掲載された論文で、ハイトとジョセフは、フランス・ドゥ・ヴァール、ドナルド・ブラウン、シュウェーダーの研究、そしてアラン・フィスクの関係モデル理論とシャロム・シュワルツの基本的人間価値理論を含む道徳性の根源に関する研究を調査した。これらの先行研究のレビューから、すべての個人が人類の進化の過程で適応的課題への反応として生じた4つの「直観的倫理」を持っていることを示唆した。これらの4つの倫理を苦痛、階層、互恵性、純粋性と名付けた。
準備性の概念を援用し、ハイトとジョセフは、各倫理が文化によって形作られた認知モジュールを形成すると主張した。彼らは、各モジュールが「社会世界で特定のパターンに遭遇したときに感情の閃きをほとんど提供できない」一方で、文化的学習プロセスがこれらの閃きへの各個人の反応を形作ると書いた。道徳性は、異なる文化がモジュールによって提供される4つの「構成要素」を異なる方法で利用するために分岐する。彼らの『デーダラス』の論文は道徳基盤理論の最初の表明となり、ハイト、グラハム、ジョセフらは、当初提案された階層の倫理を内集団と権威の別個の道徳基盤に分割し、自由の暫定的な第6の基盤を提案するなど、その後理論を精緻化し洗練させた。

## 基盤

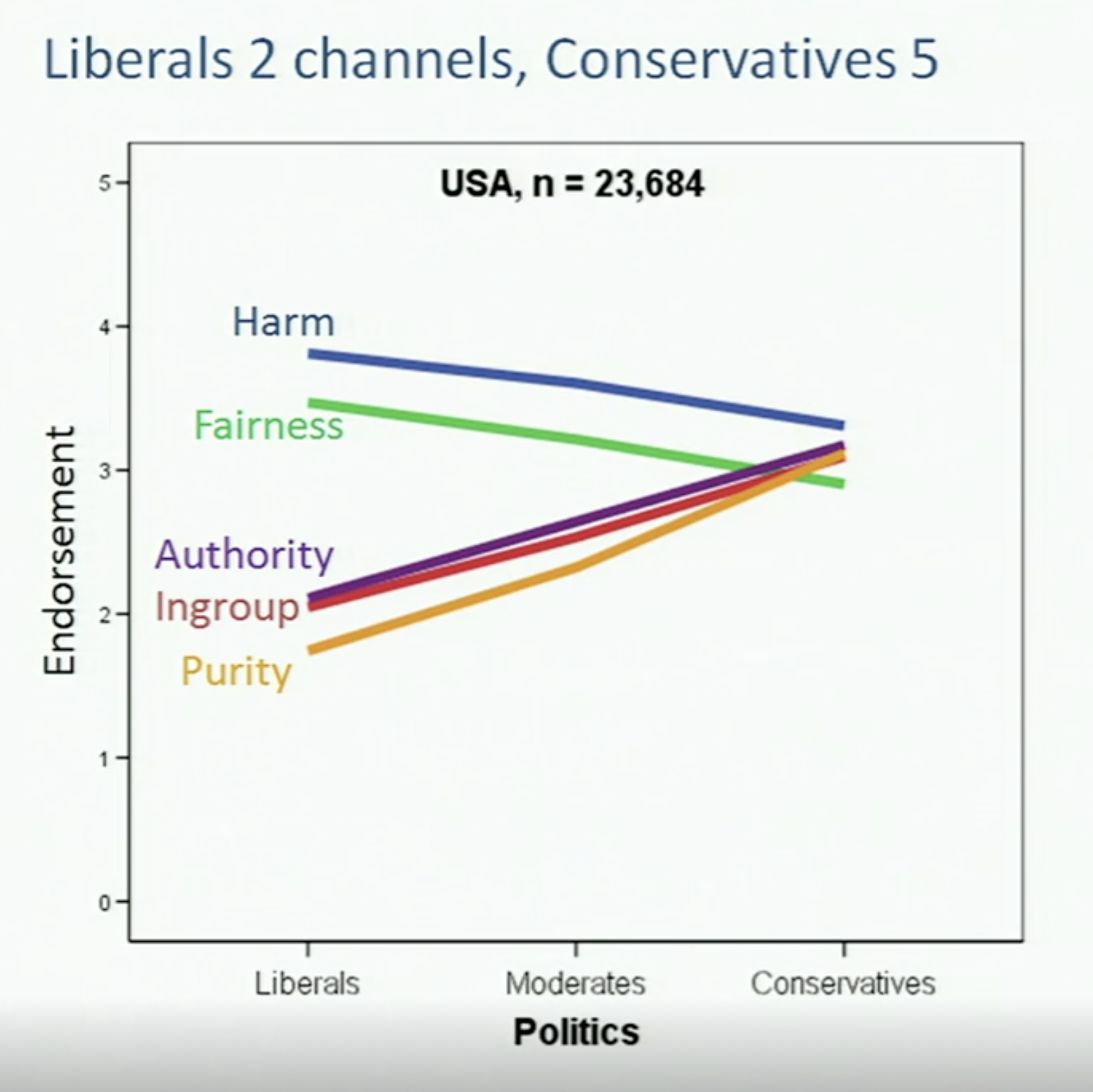
道徳基盤理論を支持するアメリカ合衆国の調査データを示すシンプルなグラフ

### 主要な5つ
道徳基盤理論によると、人々の道徳的関心の違いは、安全と公平性の「個人化」クラスターと、忠誠、権威、神聖性の集団焦点の「結合」クラスターという5つの道徳基盤で説明できる。このグループ分けを支持する経験的証拠は、道徳基盤質問票で観察された道徳基盤間の関連パターンから得られている。

### 自由の基盤
第6の基盤である自由（抑圧の反対）は、経済的保守主義者が5基盤モデルが彼らの公平性の概念を正確に捉えていないと不満を述べたことに応えて、ジョナサン・ハイトが『社会はなぜ左と右にわかれるのか』の第8章で理論化した。これは、人々が無条件に平等に扱われるのではなく、彼らが獲得したものに基づいて公平に扱われることを意味する。この第6の基盤により、公平性/不正の基盤は二重の性格を持たなくなる。もはや平等性と比例性についてではなく、主に比例性に関するものとなる。

### 名誉/ケイラット基盤
2020年、モハマド・アタリとジェシー・グラハムは、中東文化で特に重要な潜在的な道徳基盤である名誉または「ケイラット」（ペルシア語の用語でアラビア語に由来）について研究を行った。質的手法を用いたインタビューは、道徳基盤理論の当初の概念化と同様の道徳的考慮事項と並んで、中東の道徳的観点における重要な要素が「ケイラット」であることを示した。この用語は英語に直接訳すことはできないが、「名誉」の概念に密接に関連し、女性の親族、恋愛パートナー、拡大家族の構成員、国家の保護と防衛を包含する。この研究は、ケイラットと忠誠、権威、純粋性、そしてイスラム教の宗教的信念への順守、恋愛関係を維持する行動との間に強い相関関係を見出した。これらの著者は、ケイラットの価値観が、資源を集団内に保持する機能を持つ集約的な親族構造を維持する方法で作用すると主張した。これらの著者はまた、24項目のケイラット価値尺度（QVS）を開発し検証した。

### 追加の候補基盤
効率性/浪費、所有権/窃盗、誠実性/欺瞞など、いくつかの他の候補基盤も議論されている。

## 手法

### 道徳基盤質問票
道徳基盤理論に関する多くの研究は、2011年に正式に発表された道徳基盤質問票などの自己報告式の測定道具を使用している（ただし、質問票の初期バージョンはすでに発表されていた）。その後、韓国、スウェーデン、ニュージーランドで行われた研究を含め、他の文化における道徳基盤質問票を用いた調査では、アメリカと概ね類似した道徳性と政治的志向性との相関が見出されている。しかし、他の研究では、道徳基盤理論質問票の構造が人口統計学的グループ間（例えば、宗教的な人と非宗教的な人の比較や黒人と白人の回答者の比較）および文化間で一貫性がないことが示唆されている。
道徳基盤理論質問票の大幅に更新されたバージョン（道徳基盤理論質問票-2）が2023年に発表された。道徳基盤理論質問票-2は、安全、平等、比例性、忠誠、権威、純粋性を測定する36項目の尺度である。各下位尺度は6項目で構成されている。道徳基盤理論質問票-2は文化を超えて良好な心理測定的特性を持つことが示されている。

### その他の手法
道徳基盤理論を研究するために使用されるその他の材料と手法には、道徳基盤神聖尺度、道徳基盤ビネット、社会道徳画像データベース、性格道徳基盤質問票がある。道徳的言語使用に関する研究は、道徳基盤辞書（MFD）の変形版にも依拠している。道徳基盤辞書2（MFD2）はMFDを上回る性能を示しており、道徳基盤の言語ベースの評価にはより適した選択肢となり得る。
研究者らは、異なる道徳基盤の違反に関連する体性感覚反応の地形図も検討している。具体的には、参加者に様々な道徳的違反を含むシナリオに対する主観的な体性感覚体験の主要な側面を説明するよう求めた研究では、道徳基盤の違反に対応する身体パターンは、参加者がリベラルか保守かによって身体の異なる部位で感じられた。

## 応用

### 政治的イデオロギー

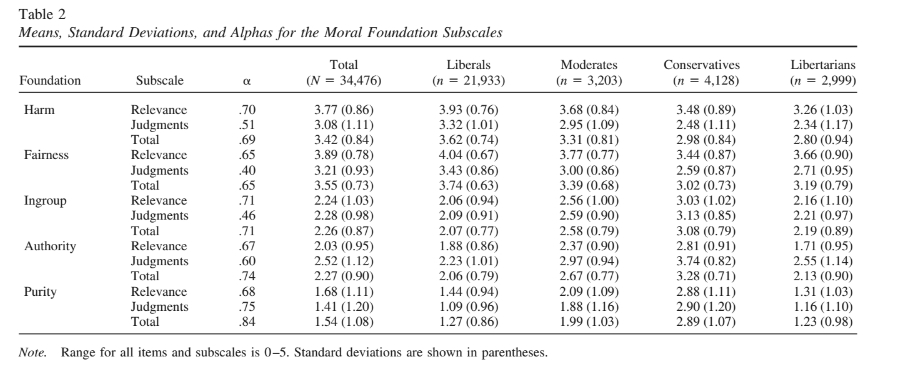
道徳基盤質問票の結果

研究者らは、人々の5つ/6つの道徳基盤に対する感受性が、彼らの政治的イデオロギーと相関することを発見した。道徳基盤質問票を使用して、ハイトとグラハムは、リバタリアンは提案された自由の基盤に最も敏感であり、リベラルは安全と公平性の基盤に最も敏感である一方、保守主義者は5つ/6つの基盤すべてに等しく敏感であることを見出した。
ハイトによると、これらの違いは政治的言説と関係に重要な意味を持つ。2つの政治陣営のメンバーは、ある程度他者の道徳的基盤の1つ以上に対して盲目であるため、道徳的に動機づけられた言葉や行動を、良くて利己的、最悪の場合は邪悪なものとして認識し、互いを悪魔化する可能性がある。
ハイトとグラハムは、リベラルと保守が目を合わせられるような妥協点を見出すことができると示唆している。彼らは、5つの基盤を「入り口」として使用し、主要な政治的問題（例：同性婚の合法化）においてこれら2つの政治的所属の間に築かれた「壁」の保守側にリベラルが踏み出すことができると示唆している。リベラルが前者の2つに加えて後者の3つの基盤を考慮しようとすれば（つまり、短時間ではあるが保守主義者のように5つの基盤すべてを採用すれば）、保守主義者の視点を理解することができる。
研究者らは、道徳基盤が祖先の狩猟採集環境における一般的な問題、特に部族間および部族内の対立への解決策として生じたと仮定している。保守主義者がより重視する3つの基盤（忠誠、権威、神聖性）は、部族間競争においてより大きな強さを得るために集団を結びつける一方、他の2つの基盤は集団内の個人への配慮でそれらの傾向のバランスを取る。集団的道徳基盤への感受性が低下した進歩主義者は、より普遍主義的な道徳を推進する傾向がある。
政治的イデオロギーの説明としての道徳基盤理論の有用性は、道徳基盤は政治的イデオロギーよりも遺伝性が低いという根拠で、また縦断的データは政治的イデオロギーがその後の道徳基盤の支持を予測するが、道徳基盤の支持はその後の政治的イデオロギーを予測しないことを示唆するという理由で、異議が唱えられている。後者の発見は、因果関係の方向が道徳基盤理論家が想定するものとは逆であることを示唆している：道徳的判断は、道徳的直観が政治的信念を生み出すのではなく、政治的信念に固定された動機づけられた推論によって生み出される。2023年の研究でも、リベラルと保守では道徳基盤の違反を処理する際の神経活性化が異なり、特に意味処理、注意、感情に関連する領域で違いが見られ、「政治的イデオロギーが道徳的違反の社会的-感情的経験を調整することを示唆している」ことが示された。

### 文化間の差異
ハイトの1989年のブラジルとフィラデルフィアでの初期のフィールドワーク、そして1993年のインドのオリッサ州での研究は、道徳化は確かに文化間で異なるが、社会階級（例：教育）や年齢による違いの方が大きいことを示した。ブラジルの労働者階級の子どもたちは、タブーの違反と危害の付与の両方を道徳的に間違っており、普遍的にそうであると考える傾向が強かった。伝統的な集団主義的社会のメンバーは、政治的保守主義者のように、共同体関連の道徳基盤の違反により敏感である。いわゆるWEIRD（西洋的、教育を受けた、産業化された、豊かな、民主的な）社会の成人メンバーは最も個人主義的で、道徳性の危害を与える違反と慣習の違反を区別する可能性が最も高い。
最近、ジョナサン・ハイトとモハマド・アタリは、道徳基盤理論、特に道徳基盤理論質問票-2は、世界価値観調査（WVS）コミュニティが道徳基盤理論質問票-2を採用し始めたことから、文化間研究に特に有用であると主張した。道徳基盤理論は、少なくとも4つの重要な領域に焦点を当てることで、世界の心理的多様性を理解しようとする研究者や、世界的に民主主義を促進しようとする人々を大きく支援することができる。これらの領域には、(a)人口間の変動、(b)政治的見解の違いと世界の異なる政治システムにおける分極化の程度、(c)文化的規範と価値観の変化、(d)制度の役割と民主的プロセスの発展が含まれる。

### 性差
最近の5つの道徳基盤に基づく大規模な（u = 336,691）性差の分析は、女性が67の文化にわたって安全、公平性、純粋性において一貫して高いスコアを示すことを示唆した。しかし、忠誠と権威は文化によって大きく異なり、無視できる程度の性差しか示さなかった。2020年に『Proceedings of the Royal Society B』に掲載されたこの研究では、文化的、社会経済的、ジェンダー関連の指標との関連で道徳基盤における国レベルの性差も検討し、道徳基盤における世界的な性差が個人主義的、西洋的、そしてジェンダー平等な文化においてより大きいことを明らかにした。5つの道徳基盤における多変量性差（すなわちマハラノビス距離のDおよびその補正されたバイアス修正版）を道徳的判断において検討し、著者らは多変量効果が、道徳基盤理論以外の枠組みを用いた道徳的判断における以前の推定された性差や、より一般的には社会性格心理学研究における中央値効果量よりも実質的に大きいと結論付けた。5つの道徳基盤のマハラノビスのDは、個人主義的でジェンダー平等な国々において有意に大きかった。

### 言語における道徳性
道徳基盤理論は自然言語における道徳的関心を定量化するのに特に有用であった。人々は主観的に日常会話の20%以上が道徳性に触れていると考えているが、機械学習モデルを使用した日常言語の詳細な検討により、人々は実際には（道徳基盤で測定される）道徳性についてあまり頻繁には話していないことが示された。より具体的には、記録された会話の4.7%とソーシャルメディア投稿（Facebook上）の2.2%のみが道徳性に触れており、安全と公平性がより一般的であった。自然言語処理の研究者は、テキストデータにおける道徳性を捉えるために、多くの研究で道徳基盤理論に依拠してきた。

## 批判と競合理論
多くの研究者が道徳基盤理論に対する批判と代替理論を提示している。この理論に対する批判には、生物学的な非妥当性や、道徳基盤間の冗長性に関する主張が含まれ、これらは危害への関心または脅威削減対共感動機に還元可能であるとされている。どちらの批判も原著者によって反論されている。代替理論には、道徳的動機モデル、二項道徳理論、関係性調整理論、ボブ・アルテマイヤーによって開発された右翼権威主義尺度、協力としての道徳理論、動機づけられた社会的認知としての政治的イデオロギー理論、そしてジョン・ロールズによる公正としての正義やイマヌエル・カントによる定言命法などの公平なアプローチが含まれる。
特に純粋性の基盤は、嫌悪感情と純粋性に関連する違反との間の主張された関連を支持する実質的な証拠の欠如により、批判の対象となっている。むしろ、アメリカとインドで行われた研究は、神聖なものの違反（すなわち純粋性に関連する違反）が、病原体関連事象に関連する中核的嫌悪の特定の感情ではなく、様々な否定的感情（例：怒り）を引き起こすことを示唆している。
道徳基盤理論に対する最近の批判は、道徳的認知を説明するために道徳的価値のみに依存することの限界も強調している。ビールは、道徳的認知は（高度に抽象的な道徳基盤の固定セットによってではなく）個人が道徳的景観における実体に固有の価値を知覚し帰属する方法を指す存在論的枠組みによって根本的に形作られると主張する。
道徳基盤は、シュワルツによって開発された基本的人間価値理論と相関があることが見出された。強い相関は、この理論における保守的価値と結合基盤の間にある。